# El Papa (tarot)

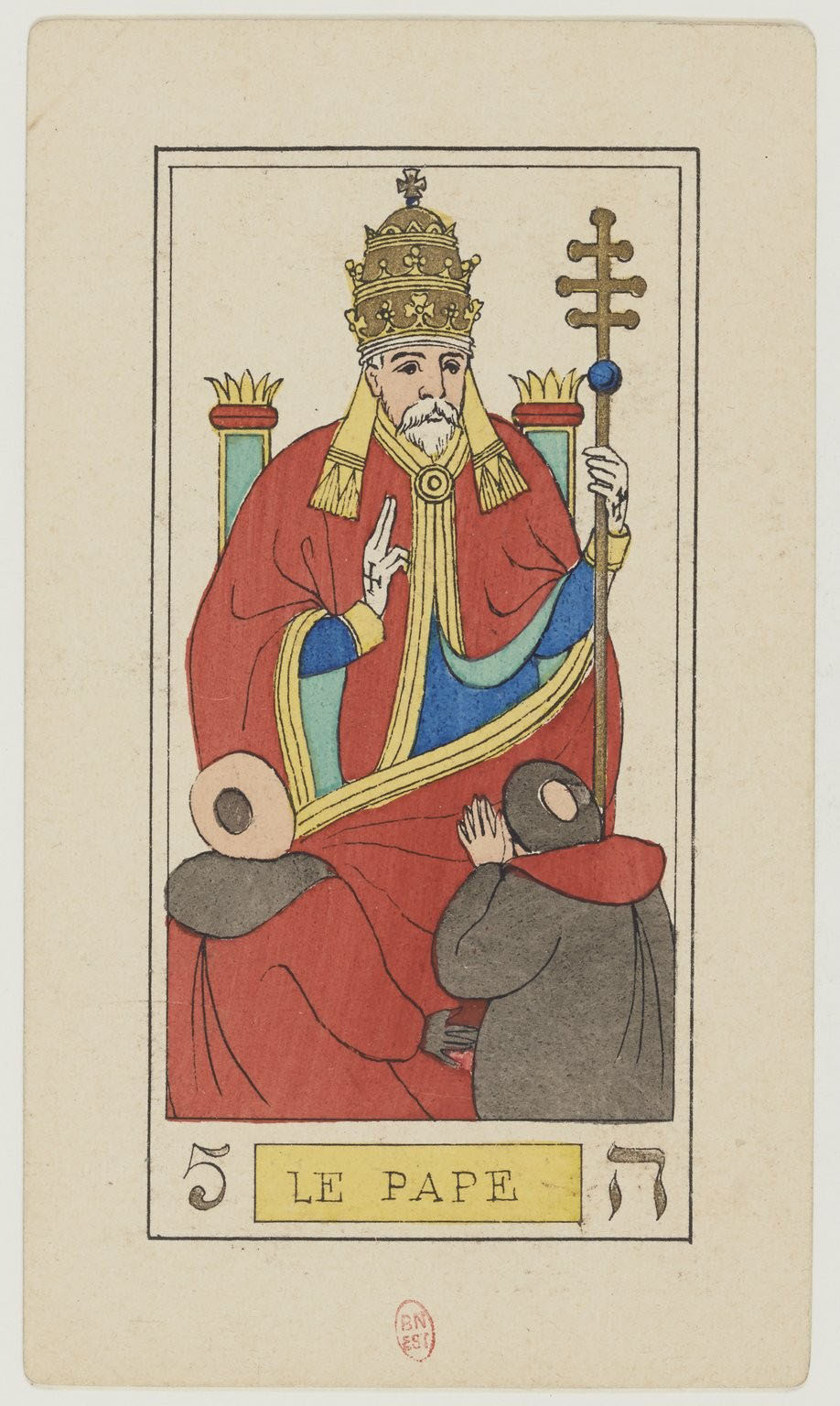
El Papa, cinquè arcà major del tarot. Representació del Tarot d'Oswald Wirth

El Papa (V) és el cinquè trumfo o Arcà Major en les baralles de tarot i s'utilitza tant per als jocs populars de tarot com en la cartomància.

## Iconografia
La carta mostra un grup de tres personatges, dels quals un es troba assegur, amb la mà dreta aixecada en senyal de benedicció o d'ensenyament, mentre que amb la mà esquerra sosté l'eix d'una creu de sis braços. El seu cap es troba coronat per una tiara papal. Les altres dues figures, amb el cabell tonsurat, estàn en primer pla, d'esquena, observant al primer personatge. Aquest, protagonista de la làmina, porta un vestit blau, capa roja ornada amb groc i un guant groc amb una creu negra en la mà esquerra, mentre que la dreta es troba despullada. La seva barba i bigot, així com el seu cabell, són blancs. El seu seient només es perceb de manera vaga.
Segons Couste, aquest arcà és un dels que han permès precisar amb major exactitud l'antiguedat del Tarot, ja que els seus detalls iconogràfics el remunten a un model perdut de que, es creu, degué inspirar a Fautrier (Tarot de Marsella):
- La barba: mentre que els seus precursors renaixentistes i medievals es troben rasurats (com el tarot de Baldini), aquest llueix una barba blanca. També els papes acostumen a rasurar-se a partir del segle XIV. Essent Fautrier contemporani d'un papa rasurat, es creu que s'hauria basat en un model més antic que no ha arribat fins als nostres dies.
- La tiara: El model que porta el papa de la carta és posterior a Bonifaci VIII, però també és molt probable que sigui anterior a Climent V o que sigui un disseny dels primers anys del segle XIV. El tarot de Gringonneur (tres segles anterior al Tarot de Marsella), per la seva banda, així com el de Baldini, llueix un model propi dels segles VIII i IX. Tot això també fa pensar en un model molt més antic, de finals del primer mil·lenni.
- El guant papal ornat amb la creu de Malta parla també de l'origen remot d'aquesta imatge, ja que en temps d'Inocenci III (Segle XIII) la creu havia estat substituïda per una plaqueta circular.

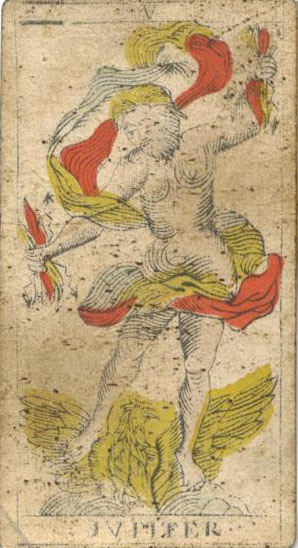
En el tarot de Bensançon, el segon trumfo és Júpiter en lloc del Papa. Aquesta eliminació de la referència catòlica es dona en regions amb poblacions protestants.

En algunes baralles, com el Tarot de Besançon (segle xviii) les cartes que tradicionalment representaven la Papessa i el Papa van ser redissenyades per retratar els déus romans Juno i Júpiter. Se suposa que aquest canvi de nom es va produir per evitar trastornar les sensibilitats religioses pel fet de distrubuïr-se en un territori tan marcat per contrastos confessionals com eren Alemanya i Suïssa. Aquesta característica es manté en aquelles baralles que es deriven del Tarot de Bensançon, com el Tarot 1JJ.
Altres tarots també han canviat la carta del Papa per una figura:
- Tarot Belga: Bacus
- Tarot Bolonyès: un moro
- Minchiate florentí: l'Emperador d'Orient
- Tarot sicilià: la Constància

En el Tarot Rider-Waite la carta rep el nom El Hierofant, en referència als sacerdots de l'antiga Grècia.

## Interpretació
El Papa, com a pontifex, estableix un pont que permet assolir el món espiritual. En la seva acció de mestre, és receptiu cap al cel (dalt) i actiu cap a la terra (abaix). El que reb d’adalt ho transmet als que té per davall, als seus deixebles. Al mateix temps transmet les plegàries dels seus alumnes a la divinitat, unint així el cel i la terra. Al igual que la Papessa, té vocació d’encarnar la unitat divina i ensenyar-la en la mesura del que sigui possible. És, doncs, un mestre, un iniciador, un guia que ens indica un objectiu en la vida. Com la resta dels arcans, no es troba lliure d’un costat fosc: també pot representar el gurú àvid de riqueses, el pare abusiu, el mestre injust, l’hipòcrita o el pervers.
Segons La clau pictòrica del Tarot d'A.E. Waite, la carta del Hierofant porta diverses associacions adivinatòries: matrimoni, aliança, captivitat, servitud, misericòrdia i bondat, inspiració. Per altra banda, si apareix invertit pot parlar de: societat, bona comprensió, concòrdia, debilitat.
| Precedit per: L'Emperador (IIII) | Arcans majors del Tarot | Succeït per: L'Enamorat (VI) |

El Papa (V)
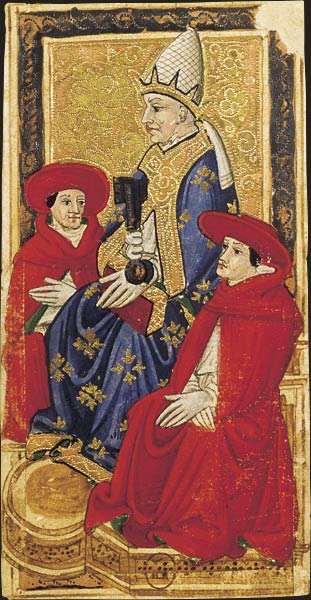
Baralla de Carles VI, segle XV.
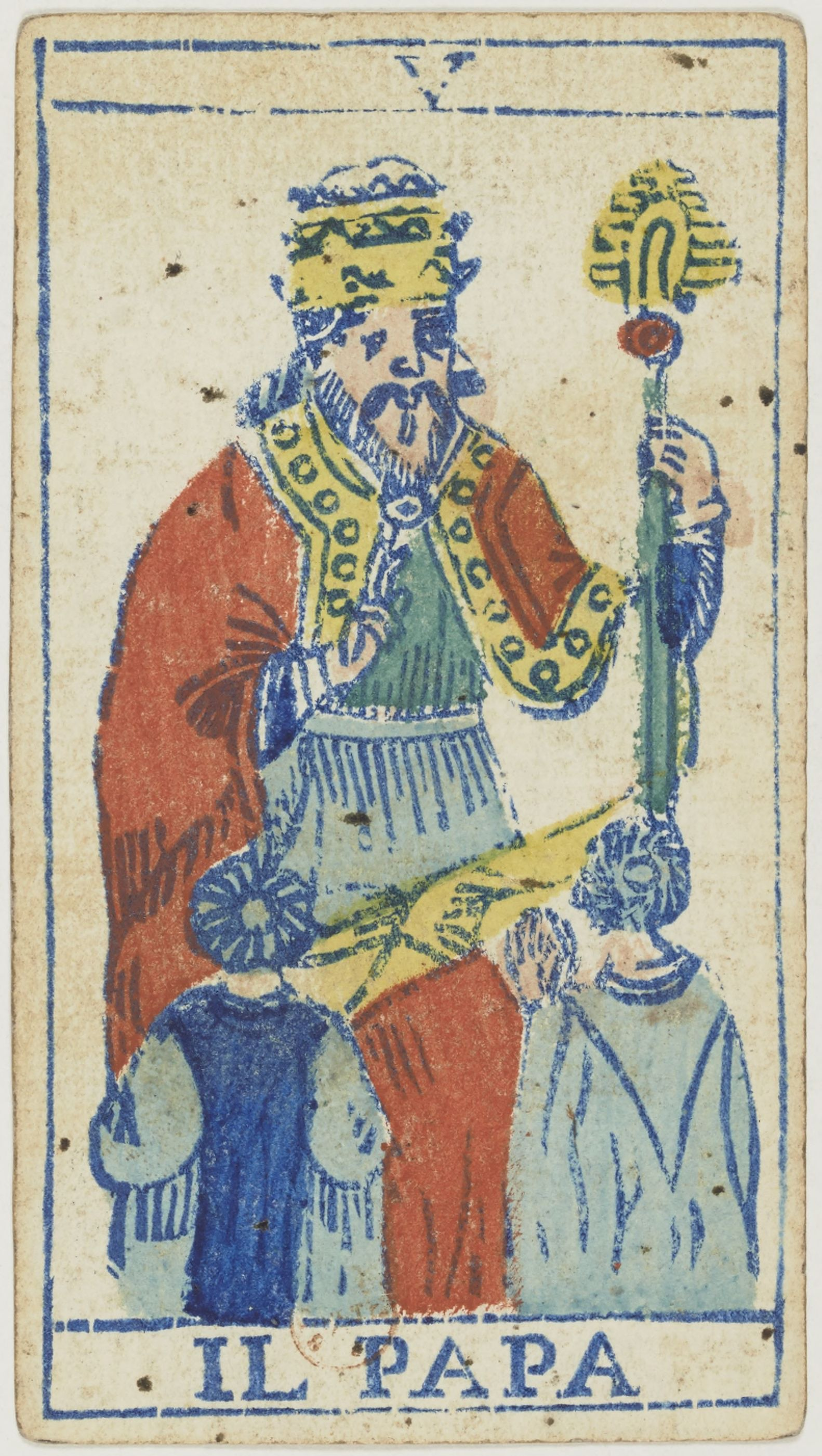
Tarot Piemontès, 1865.
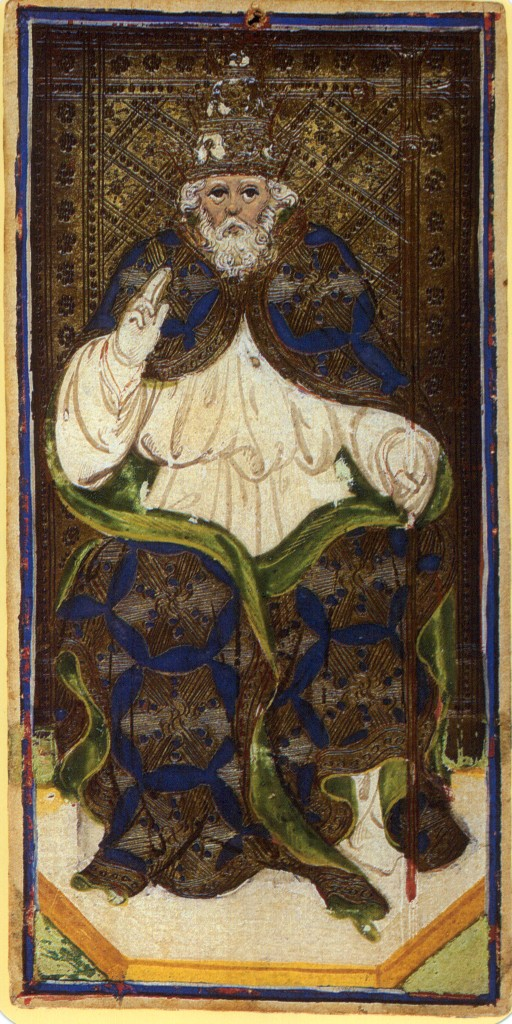
Tarot Visconti-Sforza, entre 1440 i 1470.
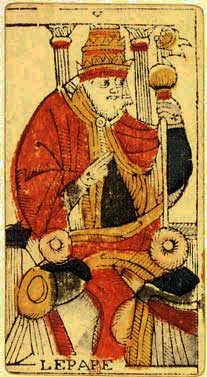
Tarot de Jean Dodal, entre 1701 i 1715.
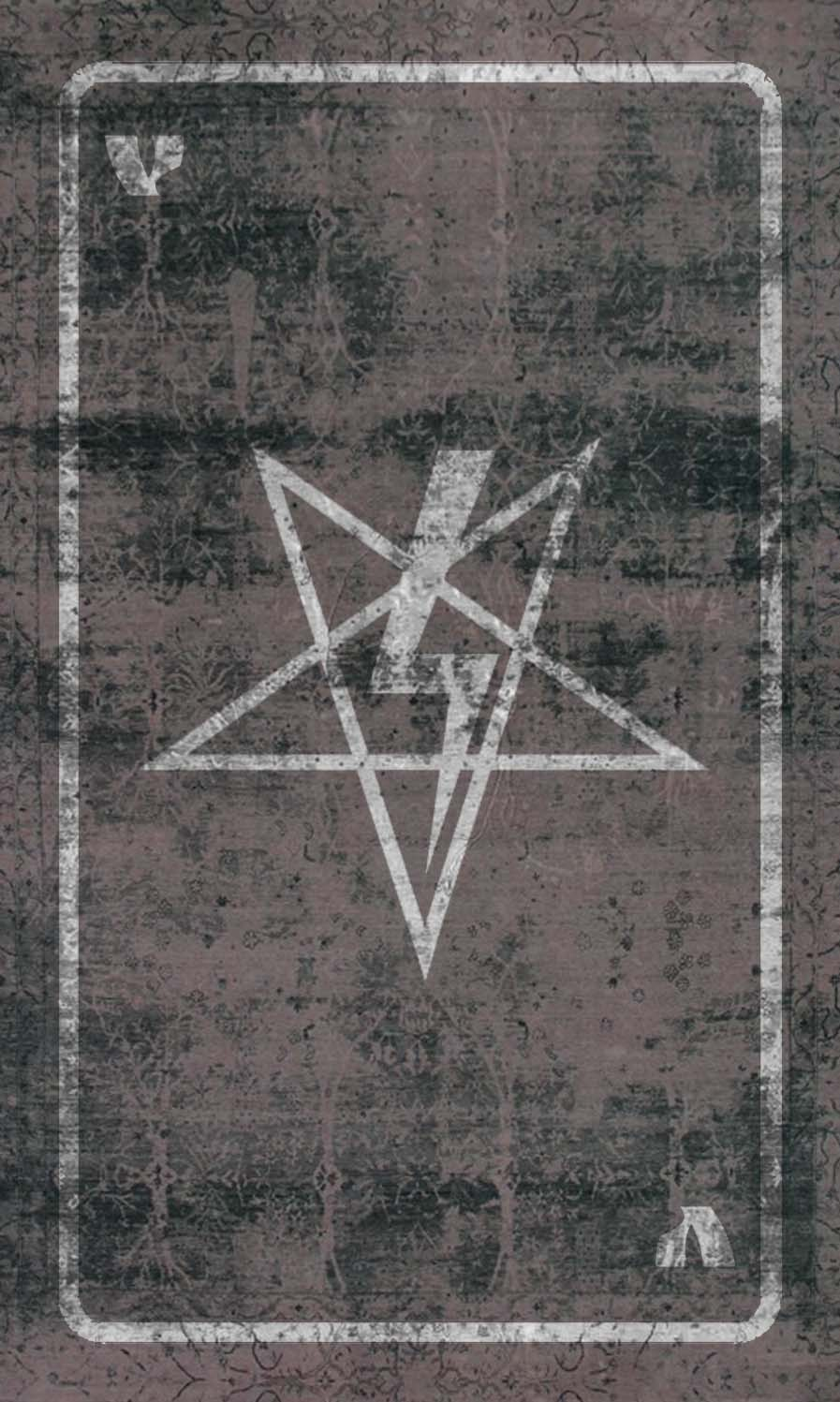
Tarot Satànic, 1996.
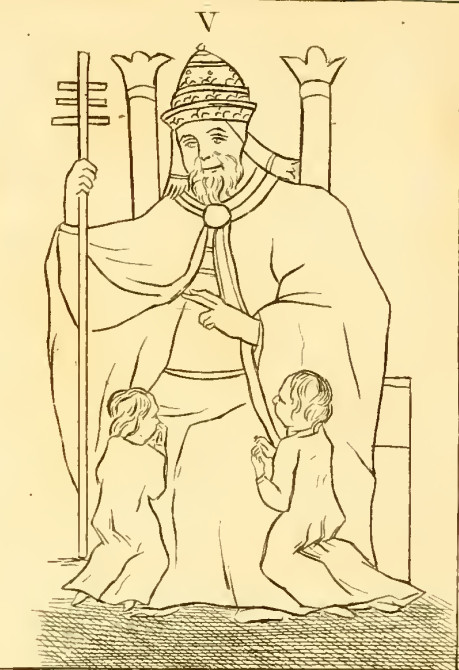
Disseny del trumfo del tarot d'Antoine Court de Gébelin per al seu assaig Du Jeu des Tarots, 1781.
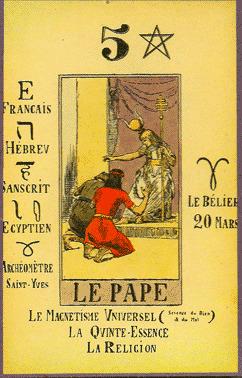
Disseny de l'arcà per al llibre de Papus Le Tarot Divinatoire. Le Livre des Mystères et les Mystères du Livre. Clef du tirage des cartes et des sorts. Avec la reconstitution complète des 78 lames du Tarot Égyptien et de la méthode d'interprétation. Les 22 arcanes majeurs et les 56 arcanes mineurs (1909).